# Акролеїн
Акролеї́н або акри́ловий альдегі́д (від лат. acer, acris — «гострий» і oleum — «олія», рос. акролеин, англ. acrolein, нім. Akrolein, Propenal) — С3Н4О або СН2=СНСНО, органічна сполука з їдким запахом, найпростіший ненасичений альдегід, що має дуже високу реакційну здатність завдяки наявності альдегідної групи і подвійного зв'язку. Це безбарвна летка рідина з жовтуватим відтінком, неприємним різким їдким запахом пригорілих жирів, дуже отруйна, сильно подразнює слизову оболонку очей. У повітрі присутня у вигляді парів, які в 1,9 разів важчі за неї і добре розчиняються у воді. Легкозаймиста; добре розчиняється в органічних розчинниках; розчинність у воді 40 г в 100 мл. Акролеїн класифікують як отруйну речовину. При зберіганні він полімеризується в тверду склоподібну масу — діакрил. Для стабілізації акролеїну додають гідрохінон. На повітрі акролеїн окиснюється в пропенову кислоту.
У період між 1980 та початком 1990-х років промислове виробництво акролеїну в різних країнах світу становило: США — від 27 до 35 тисяч тонн/рік, Японія (діє кілька виробництв) — близько 20 тисяч тонн/рік, Європейський Союз (виробляється у Франції і Німеччині) — від 60 тисяч тонн/рік, Росія — 10,5 тисяч тонн/рік (станом на 1994 рік).
В атмосферу акролеїн надходить у вигляді вихлопних газів дизельних двигунів; утворюється при термічному розкладі жирів. Гранично допустима концентрація акролеїну — 0,2 мг/м³. Десятихвилинне перебування в атмосфері, яка містить 0,014% акролеїну, для людини смертельне.
Акролеїн застосовують переважно у виготовленні фармацевтичних препаратів та парфумерії для виготовлення ароматизаторів.

## Відкриття
Акролеїн був відкритий у 19 столітті австрійським хіміком Йозефом Редтенбахером при сухій перегонці жирів. В ході своїх досліджень вчений також відкрив і пропенову кислоту.

## Отримання

### Синтез з метаналю і етаналю
Метод був розроблений фірмою Degussa, яка з 1942 року виробляла акролеїн у промисловому масштабі. За ним метаналь у вигляді 30%-ного водного розчину пропускається разом з еквімолекулярною кількістю етаналю при 300—320 °C через силікагель, просочений 10% розчином силікату натрію. Ступінь перетворення становить 45-52%, а вихід процесу досягає 70-80%. Альдегіди, що прореагували, відокремлюються перегонкою від акролеїну і знову повертаються в процес.
Каталізатором процесу є силікагель, просочений 10% розчином силікату натрію. Оптимальні температури для цього каталізатора 303—320 °С. Оскільки утворення акролеїну протікає екзотермічно, підведення тепла здійснюється в трубчастій печі.
Як побічні продукти утворюються метанол, 2-бутеналь і відпрацьований газ, які можна без зусиль видалити. Для виключення полімеризації акролеїну при розділенні суміші потрібно безперервно подавати в перегінні колони інгібітор. Додавання 0,1% інгібітору (гідрохінон або пірокатехін) робить акролеїн стійким протягом року і виключає утворення твердих осадів.

### Отримання прямим окисленням пропілену
У 1936—1939 роках було встановлено, що при окисненні пропілену в присутності сульфату ртуті в сірчанокислому розчині утворюється дуже незначна кількість акролеїну. Окиснення пропілену в акролеїн в промисловому масштабі проходить на каталізаторах оксиду міді(I) і молібдату бісмуту.

#### Окислення пропілену на мідних каталізаторах

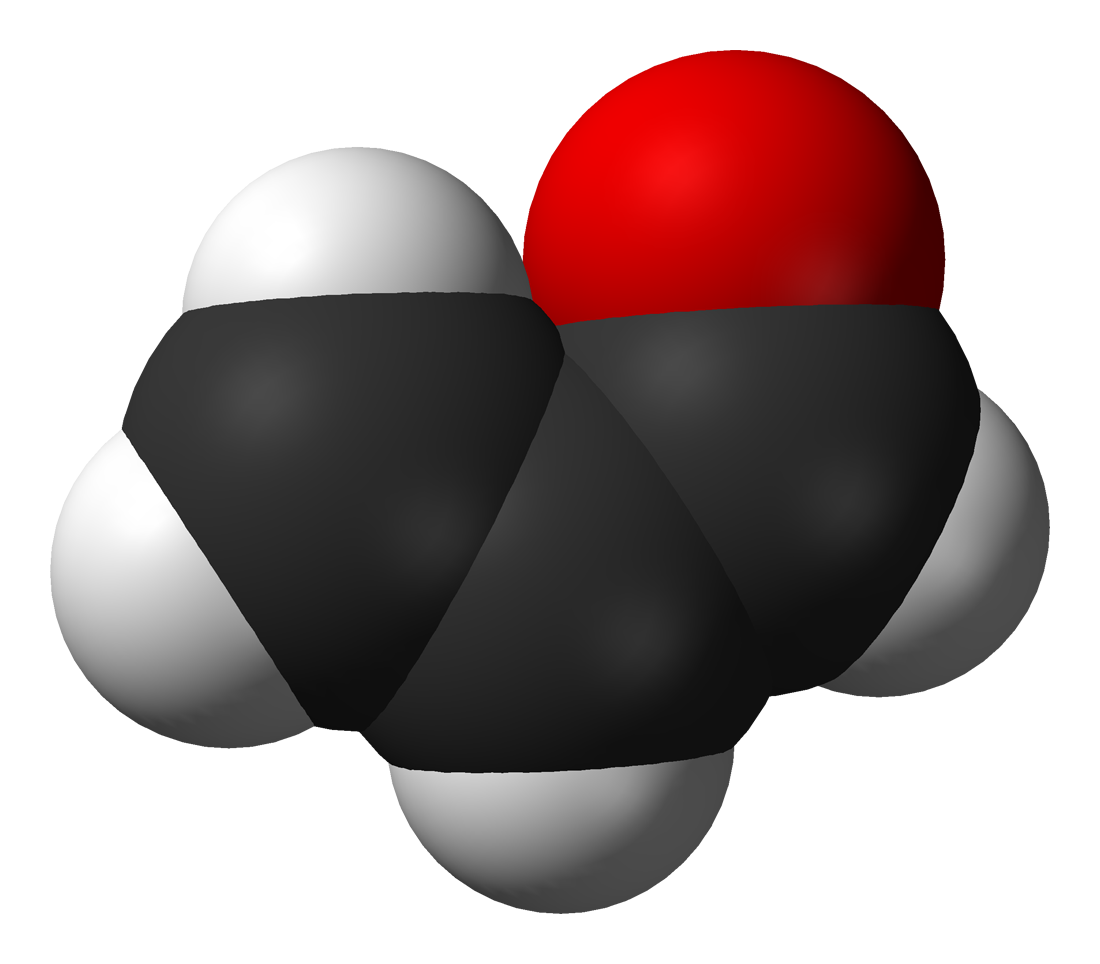
3D модель молекули акролеїну

У 1942 році американські вчені виявили, що при пропусканні пропілену через оксид міді(I) і селенід срібла на азбесті при 295 °C утворювалася значна кількість акролеїну.
Це призвело до розробки в 1946—1947 роках нового процесу фірмою Shell Development Co.. Пропілен разом з повітрям і водяною парою пропускали при 370—400 °C і невеликому тиску в присутності 0,03 молярних % ізопропілхлориду через оксид міді(I) на карбіді кремнію. Максимальний вихід акролеїну дорівнював 51%. Підвищення тиску кисню збільшує вихід акролеїну до 68—81%. У промисловому масштабі конверсія пропілену становить 14% при 368 °C і об'ємному співвідношенні пропілен:водяна пара:кисень = 4,4:4,7:1 у присутності 0,4% оксиду міді(I) на карбіді кремнію. Вихід акролеїну коливається в межах 65—85%.
Утворення акролеїну відбувається одночасно з повним окисненням до діоксиду вуглецю і води, при цьому каталізатори з високим вмістом міді сприяють окисній деструкції. Побічними продуктами реакції будуть метаналь, етаналь, діоксид вуглецю, органічні кислоти, карбонільні сполуки і полімери.

#### Окиснення пропілену на фосфоромолібдаті вісмуту
У 1960 році американська фірма Sohio запустила першу промислову установку для виробництва акрилонітрилу за цим методом. При цьому в промисловому масштабі отримують і акролеїн. Каталізатором окислення пропілену, яке відбувається при температурі 425—480 °C, виступає фосфоромолібдат бісмуту на силікатній кислоті. Вихід акролеїну становить близько 70%.

## Хімічні властивості
Акролеїн, завдяки явищу кето-енольної таутомерії, перебуває в постійній рівновазі зі своїм ізомером — пропадієнолом:
Оскільки акролеїн є ненасиченим альдегідом, то в хімічних реакціях він проявляє властивості як алкенів, так і альдегідів. Зокрема акролеїн вступає в реакцію гідрогенування, за допомогою якої можна отримати аліловий спирт:
{\displaystyle \mathrm {CH_{2}{=}CH{-}CHO+H_{2}\longrightarrow CH_{2}{=}CH{-}CH_{2}{-}OH} }
Крім цього, за допомогою дії каталізаторів на основі нікелю, паладію та платини, реакцію гідрогенування можна повести іншим шляхом і через проміжне утворення пропаналю отримати 1-пропанол:
{\displaystyle \mathrm {CH_{2}{=}CHCHO+H_{2}{\xrightarrow {Ni,\;Pd,\;Pt,}}\ CH_{3}CH_{2}CHO{\xrightarrow[{+H_{2}}]{Ni,\;Pd,\;Pt}}CH_{3}CH_{2}CH_{2}OH} }
У результаті хлорування акролеїну отримують α,β-дихлоропропаналь. У промисловості α,β-дихлорпропаналь дією хлоридної кислоти перетворюють в α-хлоракролеїн, який є сировиною для одержання α-хлоракрилатних смол:
{\displaystyle \mathrm {CH_{2}{=}CHCHO+Cl_{2}\longrightarrow CH_{2}Cl{-}CHCl{-}CHO} }
Дія на акролеїн гіпохлоритної кислоти призводить до утворення гліцеральдегіду:
{\displaystyle \mathrm {CH_{2}{=}CHCHO+HOCl+H_{2}O\longrightarrow CH_{2}OH{-}CHOH{-}CHO+HCl} }
Для акролеїну характерна реакція окиснення з утворенням пропенової кислоти:
{\displaystyle \mathrm {2CH_{2}{=}CH{-}CHO+O_{2}\longrightarrow 2CH_{2}{-}CH{-}COOH} }
Гідроліз акролеїну може проходити двома шляхами. В результаті утворюються 1,3-пропандіол або складна димерна сполука:
Цікавою є взаємодія акролеїну з аміаком, у результаті якої відбувається циклізація з утворенням β-піколіну:
Як і будь-яка ненасичена сполука, акролеїн здатен з'єднувати власні молекули. Так в результаті димеризації утворюються димери наступної будови:
а полімеризація призводить до утворення поліакролеїну.
{\displaystyle \mathrm {nCH_{2}{=}CHCHO\longrightarrow [{-}CH_{2}{-}CH(CHO){-}]_{n}} }
Також з акролеїну можна добути незамінну амінокислоту — метіонін. Спрощено цей процес записується наступним чином:
{\displaystyle \mathrm {CH_{2}{=}CHCHO{\xrightarrow {CH_{2}SH,CH_{4}CN}}\ CH_{3}{-}S{-}CH_{2}{-}CH_{2}{-}CH(NH_{2}){-}COOH} }
Шляхом реакції Скраупа ароматичних амінів із акролеїном, який утворюється in situ з гліцерину в присутності дегідратуючого агента та окисника, отримують заміщені хіноліни:

## Застосування

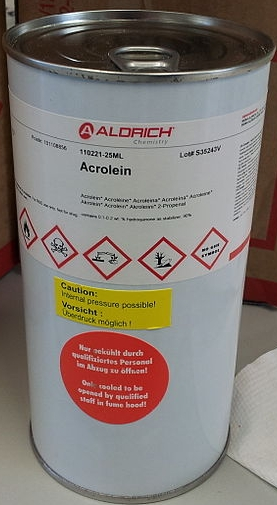
Герметична тара з акролеїном для роздрібної торгівлі

Найбільша кількість акролеїну витрачається на синтез гліцерину без використання хлору, де акролеїн гідрогенізують до алілового спирту, який потім за допомогою перекису водню перетворюють в гліцерин.
Поряд з виробництвом алілового спирту для синтезу гліцерину однією з основних областей застосування акролеїну є синтез метіоніну. При взаємодії акролеїну з метилмеркаптаном у присутності каталізаторів (піридин, ацетат міді, піперидин, етилат натрію) в результаті ряду перетворень утворюється метіонін.
Реакція акролеїну з багатофункціональними сполуками призводить до цікавих конденсаційних полімерів, серед яких особливо відомі поліацеталі з багатоосновними спиртами. При полімеризації продукту конденсації з пентаеритритом (торгова марка «ультра-лон») отримують речовини з хорошою міцністю на розрив, високою ударною міцністю, стійкістю до стирання. Але ці продукти володіють невисокою теплостійкістю (65—104 °C).
У результаті гідролізу продукту димеризації акролеїну і його подальшого гідрування утворюється 1,2,6-гексантріол, який застосовується як пластифікатор і складова частина при виробництві алкідних і поліефірних смол.

## Фізіологічний вплив

### Загальний характер дії
Загальний характер дії акролеїну виражається у сильному подразненні слизових оболонок. Крім цього ненасичений альдегід володіє деякою загальною токсичною та слабкою наркотичною діями.

### Вплив на тварин
Гостре отруєння тварин акролеїном зазвичай має летальні наслідки. Так, більшість білих мишей гине після декількох хвилин перебування в середовищі з концентрацією акролеїну 0,02—0,3 мг/л, а 0,0075 мг/л переноситься протягом декількох годин без серйозних симптомів отруєння. Інгаляція парів акролеїну викликає у білих щурів і морських свинок симптоми бронхіальної астми. Крім астми також викликає емфізему, повнокров'я і розширення капілярів легень, бронхоспазм, вражає нервову систему (прогресуючі паралічі). В результаті подразнення слизових оболонок дихальних шляхів виникає значний набряк гортані, набряк та деструкція слизової і підслизової трахеї та великих бронхів аж до закриття їх просвіту. Концентрації 1 і 0,75 мг/л викликають загибель щурів. При 0,65 мг/л загибель відбувається частіше від ускладнень — виникнення вторинної інфекції і пневмонії. У кішок при 0,25 мг/л виникає слинотеча, сльозотеча, легкий наркоз; при 0,2 мг/л — сильне подразнення легень; при 1,5 мг/л і впливі 2,5 год, а також при 2 мг/л і впливі 2 год — загибель. Розтин показує, що загибель відбувається внаслідок опіків слизової оболонки верхніх дихальних шляхів та крововиливів і набряків в легенях.
Хронічне отруєння, яке виникає при тривалій дії акролеїну на організм тварини призводить до важких наслідків для здоров'я. При вдиханні акролеїну з концентрацією 0,6 мг/л протягом 6 місяців спостерігалися точкові крововиливи на слизовій оболонці дихальних шляхів, деструкція бронхів з частковим закриттям їх просвіту. Введення акролеїну через рот протягом такого ж терміну 0,5 мг/кг викликало порушення функцій нирок, а на розтині виявляли запальні зміни в легенях і дистрофічні зміни в печінці та міокарді.

### Вплив на людину
При короткочасному вдиханні невеликих концентрацій акролеїну людиною виникає печіння в очах, сльозотеча, кон'юнктивіт, набряк повік, відчуття подразнення в горлі, кашель і т. д.. При великих концентраціях виникають різкіші явища подразнення, крім того, легке запаморочення, припливи крові до голови, болі в животі, нудота, блювання, посиніння губ, акроціаноз. У важких випадках — уповільнення пульсу, гіпоглікемія, слинотеча, зниження температури кінцівок, оніміння кінчиків пальців, розширення зіниць, приглушені тони серця і навіть втрата свідомості. Відзначалися також стан збудження, дезорієнтація в просторі і часі. У легких випадках одужання тривало 1—2 дні, в більш важких випадках — 4—5 днів. Відоме смертельне отруєння одного з двох робітників, які здійснювали протягом двох годин автогенне зварювання всередині котла, який служив для транспортування ріпакової олії.
Перебування людини в середовищі з концентрацією акролеїну 0,35 мг/л протягом 10 хв є смертельним; вдихання повітря з вмістом 0,002 мг/л акролеїну протягом 2—3 хв викликає подразнення очей і носа; через 5 хв подразнення стає нестерпним; концентрація 0,0006 мг/л викликає помірне подразнення при вдиханні протягом 5 хвилин. Поріг сприйняття запаху 0,00007 мг/л. Порогова концентрація за рефлекторною дією 0,00005 мг/л.
При хронічних отруєннях людського організму акролеїном може розвиватися підвищена чутливість до сполуки.